# Teniele Richards
Teniele Richards (* 20. Juni 1989 in Buderim) ist eine australische Skeletonfahrerin.
Teniele Richards aus Mooloolaba Sunshine Coast betrieb zunächst Leichtathletik und vor allem recht erfolgreich das in Australien als Sportart betriebene Lebensretten. Seit 2006 startet die von Terry Holland trainierte Richards in internationalen Rennen. Zunächst startete sie im America’s Cup, in der Saison darauf im Skeleton-Europacup, im Skeleton-Intercontinental-Cup und anschließend erneut im America’s Cup, wo sie im Januar 2008 in Park City erstmals ein Rennen gewinnen konnte.